# Apanteles pratapae
Apanteles pratapae är en stekelart som beskrevs av William Harris Ashmead 1896. Apanteles pratapae ingår i släktet Apanteles och familjen bracksteklar. Inga underarter finns listade i Catalogue of Life.